# Spiralgalaxie

Foto der Spiralgalaxie Messier 101 vom Hubble-Weltraumteleskop

Eine Spiralgalaxie, veraltet auch Spiralnebel, ist eine scheibenförmige Galaxie, deren Erscheinung ein Spiralmuster zeigt. Der Zentralbereich, Bulge genannt, ist sphäroidal und besteht hauptsächlich aus älteren Sternen. Die Scheibe zeigt eine Spiralstruktur mit meist mehreren Spiralarmen. Spiralgalaxien enthalten in der Scheibe verhältnismäßig viel Gas. Dadurch können permanent neue Sterne gebildet werden. Die Spiralarme erscheinen durch die hier neugebildeten Sterne bläulich. Eingebettet ist die Galaxie in einen Halo unsichtbarer Dunkler Materie. Zusammen mit den lentikulären Galaxien werden Spiralgalaxien auch als Scheibengalaxien zusammengefasst.
Galaxien, bei denen vom Bulge ausgehend ein Balken sichtbar ist, an dem die Spiralarme ansetzen, nennt man Balkenspiralgalaxien. Die Milchstraße selbst ist eine Balkenspiralgalaxie. In einem Umkreis von etwa 30 Millionen Lichtjahren um die Milchstraße sind rund 34 Prozent der Galaxien Spiralgalaxien, 13 Prozent elliptische Galaxien und 53 Prozent irreguläre Galaxien und Zwerggalaxien.

## Entdeckung
Die ersten Teleskop-Beobachter wie Charles Messier erkannten in den nebeligen Flecken am Himmel keine weiteren Strukturen und konnten daher zwischen Galaxien und Nebeln keine Unterscheidung treffen.
Erst 1845 erkannte William Parsons, 3. Earl of Rosse mit seinem zu diesem Zeitpunkt größten Teleskop der Welt die Spiralstruktur von einigen dieser nebeligen Flecken, zuerst an der Whirlpool-Galaxie.
Jedoch war weiterhin unklar, ob diese Nebel ein Teil der Milchstraße, oder eigenständige und weit entfernte Objekte sind. Diese Unklarheit war zentrales Thema bei der Großen Debatte, die 1920 zwischen den Astronomen Harlow Shapley und Heber Curtis stattfand.
Erst 1926 entdeckte Edwin Hubble in mehreren „Spiralnebeln“ Cepheiden, eine bestimmte Art von periodischen variablen Sternen, deren Leuchtkraft eng mit der Periode korreliert, sodass sich ihre Entfernung feststellen lässt. Dadurch wurde klar, dass Spiralgalaxien sehr weit entfernte Objekte sind. Im Jahr 1936 beschrieb er die Spiralgalaxien in seinem Buch The Realm of the Nebulæ genauer.

## Struktur

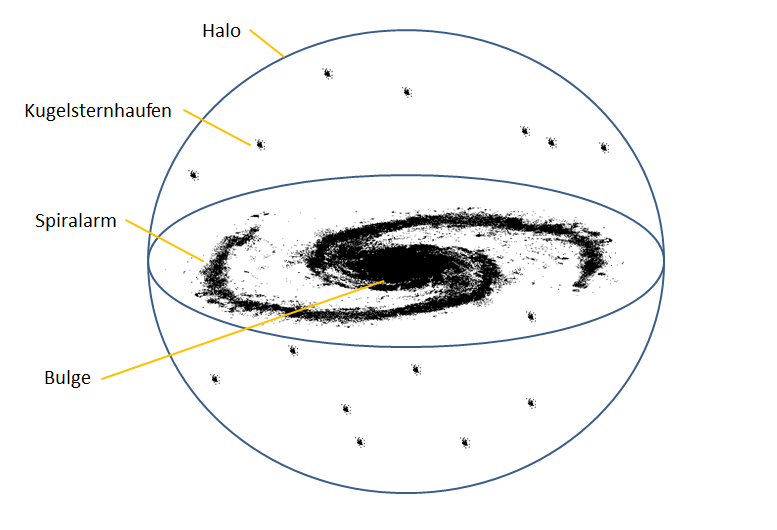
Struktur einer Spiralgalaxie

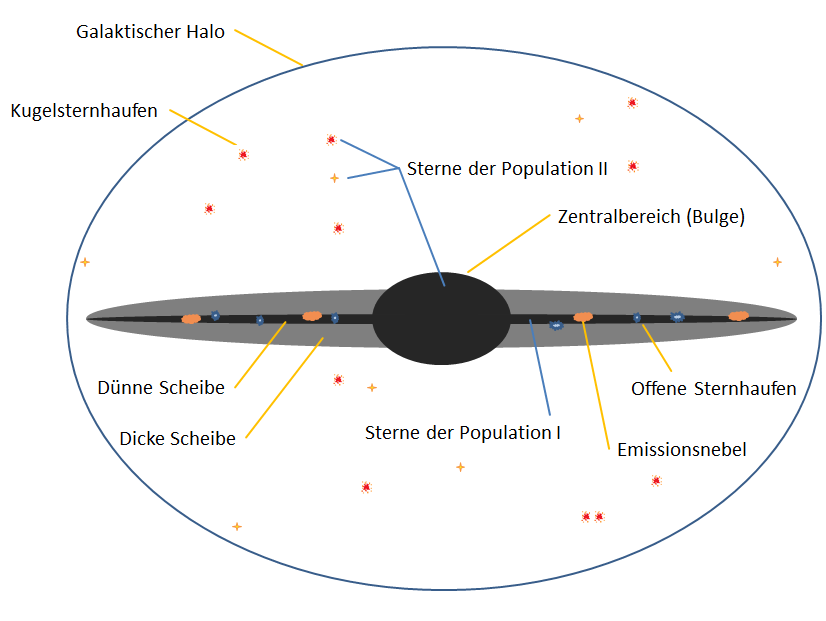
Schematische Seitenansicht einer Spiralgalaxie

Bei einer Spiralgalaxie lassen sich folgende Strukturen erkennen:
- Eine flache und rotierende Scheibe von Sternen, Gas und Staub. Die Scheibe kann aufgeteilt werden in eine dünne Komponente, welche viel Gas und neugebildete Sterne enthält, und eine dicke Scheibe, die vorwiegend ältere Sterne enthält. Die dünne Scheibe enthält 65 % der sichtbaren Masse der Galaxie, die dicke Scheibe nur 5 %.[1]:36
- Eine zentrale Komponente, Zentralkörper oder Bulge genannt. Dieser besteht hauptsächlich aus älteren Sternen. Der Zentralkörper enthält 33 % der sichtbaren Materie.
- Es wird inzwischen als sicher angenommen, dass sich im Zentrum jeder Galaxie ein supermassives Schwarzes Loch befindet.
- Der galaktische Halo besteht aus weit verstreuten, älteren Sternen und einer Vielzahl von Kugelsternhaufen, die die Galaxie langsam umkreisen. Der Halo trägt nur 1 % zur sichtbaren Materie bei. Er enthält jedoch 95 % der gesamten Materie der Galaxie in Form von Dunkler Materie.

## Entstehung
Lange glaubte man, dass Spiralgalaxien, wie sie zahlreich in unserer galaktischen Umgebung vorkommen, in der Frühzeit des Universums fehlen würden, da der Aufbau einer hoch entwickelten Galaxienstruktur Zeit benötigen und durch die häufig im jungen Universum stattfindenden Galaxienverschmelzungen gestört würde.
Im Jahr 2021 wurde bei einer Rotverschiebung von z = 4,41, entsprechend einer Entfernung von 12,4 Milliarden Lichtjahren mit Hilfe des ALMA-Radioteleskops ein rotierendes Objekt mit hoher Sternentstehungsrate entdeckt, bei dem die Astrophysiker zwei gegenüberliegende Spiralarme oder Gezeitenschweife ausmachten.
Das Geschwindigkeitsprofil, erschlossen aus der Dopplerverschiebung der Radiofrequenzlinien des ionisierten Kohlenstoffs in Abhängigkeit der Entfernung vom Zentrum, war das einer rotierenden Gasscheibe mit hoher zentraler Massendichte, vereinbar mit der Existenz eines Bulge mit einem zentralen Schwarzen Loch.
Daher sehen die Astrophysiker im Objekt BRI 1335-0417 die komplette Morphologie und Dynamik einer Spiralgalaxie realisiert (und zwar der ältesten bisher bekannten), über deren Entstehung schon 1,4 Milliarden Jahre nach dem Urknall allerdings nur Vermutungen geäußert werden können.

## Morphologie

### Klassifizierung nach dem Hubble-Schema
Das am weitesten verbreitete Ordnungsschema für Galaxien ist das Hubble-Schema. Hierin werden die Galaxien nach ihrem visuellen Eindruck klassifiziert. Obwohl das Hubble-Schema keine Entwicklungsgeschichte der Galaxien ableiten lässt, so lassen sich doch viele physikalische Eigenschaften den einzelnen Klassen zuordnen. Spiralgalaxien werden nach dem Verhältnis der Helligkeit des Bulges und der Scheibe sowie dem Öffnungswinkel der Spiralarme in die Klassen Sa bis Sd eingeordnet (genauer als SAa bis SAd). Balkenspiralen erhalten die Bezeichnungen SBa bis SBd. Diese Galaxien haben einen vom Zentrum ausgehenden langen Balken, an dessen Ende die Spiralarme ansetzen.
Vergleicht man die unterschiedlichen Klassen von Sa nach Sd, so stellt man folgende Eigenschaften fest::20
- Von Sa nach Sd wächst der Gasgehalt in der Galaxie. Damit wächst auch die Anzahl junger Sterne und die Sternentstehungsrate.
- Von Sa nach Sd wächst das Verhältnis von Scheibe zu Zentralkörper.
- Von Sa nach Sd nimmt der Öffnungswinkel der Spiralarme zu, von etwa 6° bei Sa-Galaxien auf ca. 18° bei Sc-Galaxien.

### Ausprägung der Spiralstruktur
Spiralgalaxien lassen sich auch anhand der Ausprägung des Spiralmusters einteilen.
- Grand Design-Spiralgalaxien zeigen zwei klar definierte und symmetrische Spiralarme. Diese machen 10 % bis 20 % der bekannten Spiralgalaxien aus.
- Flocculent Spiral-Galaxien zeigen eine zerrissene Struktur. Ganze Spiralarme lassen sich nicht verfolgen, teilweise sind nur Ansätze von Armen vorhanden. Etwa 20 bis 30 % der Spiralgalaxien zeigen diesen Typ.
- Ungefähr 60 % der Spiralgalaxien zeigen mehr als zwei Spiralarme.
- Sehr selten sind einarmige Spiralgalaxien, genannt Magellanic Spiral. Diese werden nach ihrem Vorbild, der Großen Magellanschen Wolke, bezeichnet.

Die Leuchtkraft einer Galaxie korreliert mit der Ausprägung der Spiralstruktur. Deshalb lässt sich auch eine Einteilung in so genannte Leuchtkraftklassen (römisch I-V) erstellen. Diese Einteilung erweitert die Hubble-Klassifikation.:32
- Leuchtkraftklasse I: hohe Flächenhelligkeit, gut ausgeprägte Spiralarme
- Leuchtkraftklasse III: zerrissene und kurze Spiralarme
- Leuchtkraftklasse V: nur noch Spiralarmansätze vorhanden

### Beispiele / Tabelle
| Bezeichnung | Beschreibung                                                      | Masse               | Spiralgalaxie       | Balkenspiralgalaxie         |
| ----------- | ----------------------------------------------------------------- | ------------------- | ------------------- | --------------------------- |
| SAa/SBa     | zusammenhängende und eng anliegende Arme, großer Bulge            | 0,2 bis 6 · 1012 M☉ | M104 Typ: SA(s)a    | NGC 1291 Typ: (R_1)SB(l)0/a |
| SAb/SBb     | leicht geöffnete Arme, mittelgroßer Bulge                         | 0,2 bis 5 · 1012 M☉ | M 81 Typ: SA(s)ab   | NGC 1365 Typ: (R')SBb(s)b   |
| SAc/SBc     | schwach ausgeprägter Bulge, weit geöffnete und zerrissene Arme    | 0,2 bis 4 · 1012 M☉ | M 74 Typ SA(s)c     | NGC 1300 Typ: (R')SB(s)bc   |
| SAd/SBd     | Spiralstruktur löst sich auf, Übergangstyp zu irregulärer Galaxie | 1e10 M☉             | NGC 300 Typ: SA(s)d | NGC 1313 Typ: SB(s)d        |

### Ansicht

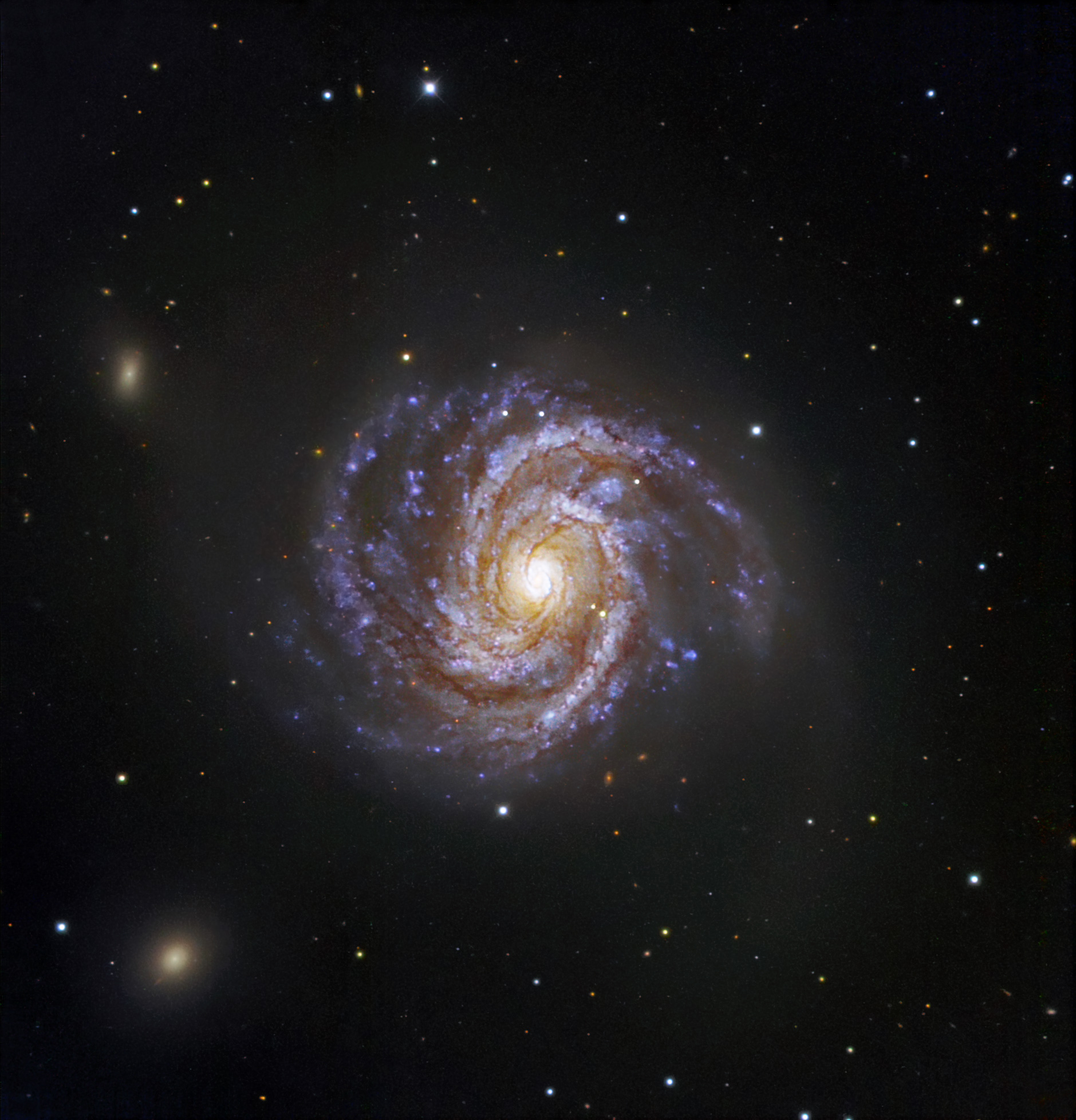
M 100: Galaxie in Face On Ansicht
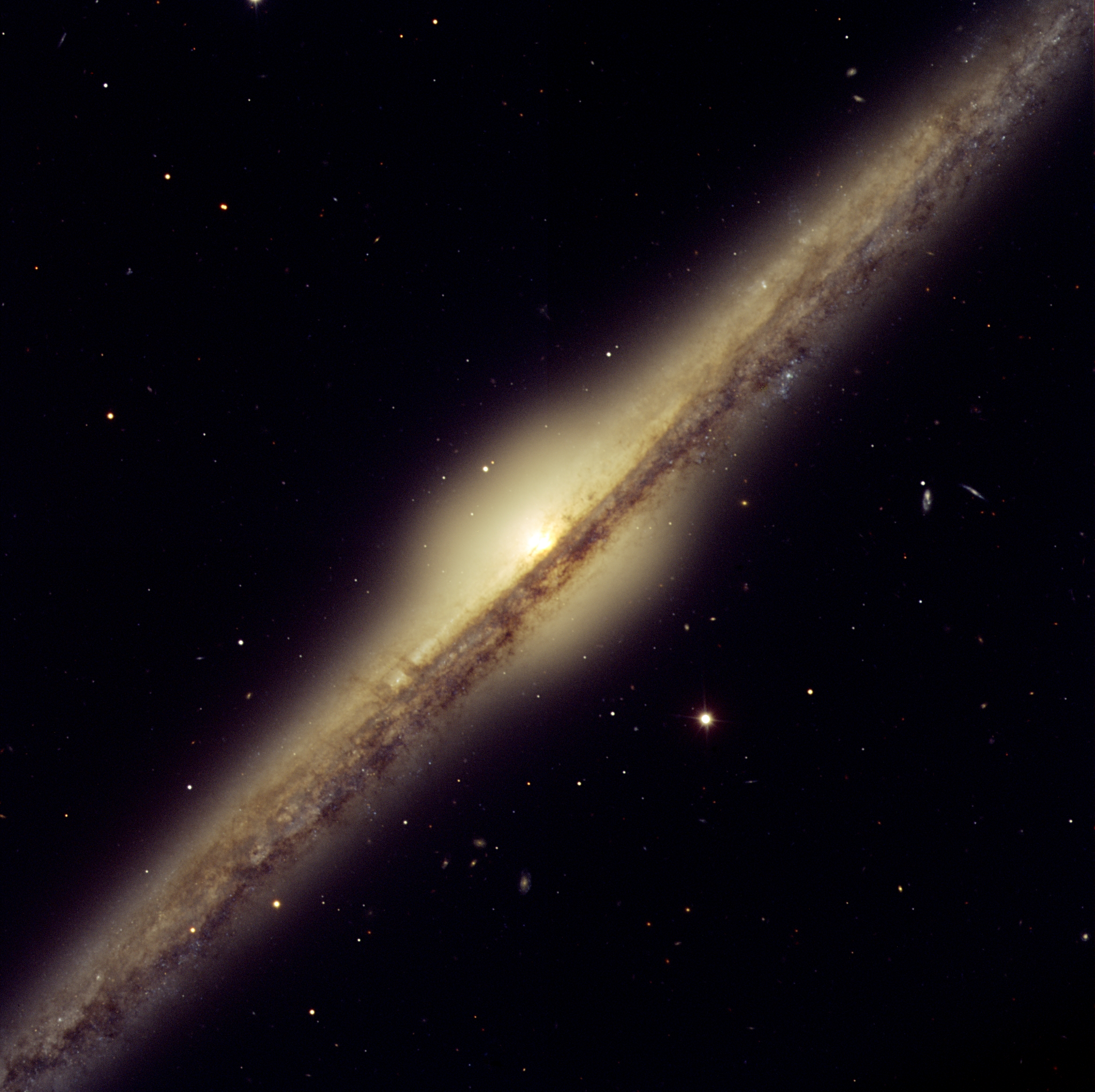
NGC 4565: Galaxie in Edge On Ansicht

Da Spiralgalaxien im Prinzip die Form einer dünnen Scheibe haben, ändert sich der Eindruck sehr stark je nach Sichtwinkel auf die Galaxie.
Bei der so genannten „Face On“-Ansicht sieht man frontal auf die Galaxie, und man kann die gesamte Spiralstruktur erkennen.
Bei „Edge On“ sieht man auf die Kante der Scheibe. Hier sieht man meist eine horizontale Zweiteilung durch dunkle Staubregionen entlang der Kante.

### Drehrichtung
Bei ersten Analysen der Himmelsdurchmusterung Sloan Digital Sky Survey kam die Theorie auf, dass sich Spiralgalaxien bevorzugt in eine Richtung drehen. Um dies zu bestätigen oder zu widerlegen, wurde das Online-Projekt Galaxy Zoo ins Leben gerufen, bei dem tausende Amateure Galaxienbilder nach deren Drehrichtung bewerteten. Eine bevorzugte Drehrichtung stellte sich hierbei jedoch nicht heraus.

## Physik

### Scheibe

#### Rotationskurve

Rotationskurve einer typischen Spiralgalaxie: Vorhergesagt: A. Gemessen: B. Der Unterschied in den Kurven wird dem Einfluss von Dunkler Materie zugeschrieben.

Bei Spiralgalaxien, die von der Seite zu sehen sind, lässt sich mit Hilfe des Dopplereffekts messen, wie schnell die Scheibe rotiert: Eine Hälfte der Scheibe kommt auf den Betrachter zu und zeigt eine Blauverschiebung, und die andere Hälfte zeigt eine Rotverschiebung.
Mit Hilfe der Keplergesetze kann man vorhersagen, wie schnell sich ein Stern bei einer bestimmten Entfernung zum Zentrum um die Galaxie bewegen muss. Dabei wird auch berücksichtigt, dass die sichtbare Masse einer Galaxie nicht in einem Punkt konzentriert ist wie im Sonnensystem, sondern in der Scheibe verteilt ist. Bei den Messungen stellte sich jedoch heraus, dass die Umlaufgeschwindigkeit der Sterne mit dem Abstand zum Zentrum zuerst wie erwartet stark zunimmt. Aber statt einer Geschwindigkeitsabnahme mit größer werdender Entfernung zum Zentrum bleibt diese nahezu konstant bis zum Rand der Scheibe. Erklärt wird dies mit einem Halo von Dunkler Materie, in den die Galaxien eingebettet sind, die die Rotation der Scheibe stark beeinflusst.:64 

#### Dünne und dicke Scheibe
Die Scheibe einer Spiralgalaxie lässt sich unterteilen in eine dünne Scheibe und eine dicke Scheibe.:33 Diese Unterteilung wurde in der Milchstraße untersucht, und auch bei anderen Galaxien beobachtet. Die dünne Scheibe enthält relativ junge Sterne (< 9 Mrd. Jahre) mit einem hohen Metallgehalt. In ihr sind die Spiralarme und das interstellare Material eingelagert. Sie hat eine Dicke zwischen 100 und 400 pc.
Die dicke Scheibe hat eine bis zur zehnfachen Höhe der dünnen Scheibe und besteht aus metallarmen, alten Sternen (> 12 Mrd. Jahre). Sie könnte aus Überresten von kleineren Galaxien bestehen, die beim Entstehen mit der Spiralgalaxie verschmolzen sind.
Unterscheiden lassen sich diese beiden Komponenten eben durch das Alter und durch die Geschwindigkeiten der Sterne.

#### Warp
Bei einigen Spiralgalaxien ließ sich eine S-förmige Verbiegung der Scheibe feststellen. Die Verbiegung beginnt meist am Rand der sichtbaren Scheibe und setzt sich durch die ausgedehntere Gasscheibe fort. Diese Verbiegung wird Warp genannt und könnte durch Verschmelzungsprozesse mit kleineren Galaxien entstehen. Untersuchungen ergaben, dass mindestens 50 % aller Spiralgalaxien einen Warp enthalten.

#### Gasscheibe
Der hauptsächliche Anteil des Gases in der Scheibe besteht aus neutralem Wasserstoff. Dabei dehnt sich die Gasscheibe weit über die sichtbare Sternscheibe aus, teilweise bis zum doppelten Durchmesser. Darin eingebettet sind kältere Molekülwolken, in denen die Sternentstehung beginnt. Sobald aus den kollabierten Molekülwolken Sterne entstehen, so ionisieren die leuchtkräftigsten von ihnen das umgebende Gas. Dabei entstehen HII-Regionen, die expandieren und dadurch Hohlräume in der neutralen Gasscheibe erzeugen.

### Spiralstruktur
Das markanteste Kennzeichen der Spiralgalaxien sind deren Spiralarme. Die Sterne selbst können keine feste Spiralstruktur bilden, da sich dann die Spiralarme aufgrund der differentiellen Rotation der Galaxie nach einigen galaktischen Umdrehungen immer enger um das Zentrum wickeln würden. Um die Bildung der Spiralstruktur zu erklären, wurden mehrere Theorien aufgestellt, die die beobachteten Strukturen gut erklären können.
Bertil Lindblad stellte bereits 1925 die Theorie auf, dass die Umlaufbahnen der Sterne in Galaxien in Resonanz zueinander stehen. Dadurch werden die Umlaufbahnen zueinander synchronisiert und es entstehen Dichtewellen. Diese Theorie der Dichtewellen wurde von Chia-Chiao Lin und Frank Shu
in den 1960er Jahren weiterentwickelt. Die Sterne und Gaswolken bewegen sich bei ihrer Bahn um die Galaxie mehrfach in eine solche Dichtewelle hinein und wieder hinaus. Dabei wird das Gas komprimiert, es entstehen neue Sterne. Die massereichsten und dadurch sehr kurzlebigen unter ihnen leuchten hell und blau und markieren so die Spiralarme. Durch ihre kurze Lebenszeit verlassen sie nie den Spiralarm, sondern explodieren vorher und fördern durch die dabei auftretenden Stoßwellen die weitere Sternentstehung.
Eine Dichtewelle lässt sich gut mit einem Stau hinter einer Wanderbaustelle auf der Autobahn vergleichen. Autos fahren in den Stau hinein (die Verkehrsdichte erhöht sich) und nach der Baustelle wieder hinaus. Die Wanderbaustelle bewegt sich langsam mit konstanter Geschwindigkeit voran. Auch wenn es so aussieht, als ob die Sterne nur in den Spiralarmen existierten, gibt es auch zwischen den Armen verhältnismäßig viele Sterne. Im Bereich eines Spiralarms beträgt die Dichte etwa 10 bis 20 Prozent mehr als außerhalb des Arms. Sterne und Gasmassen in der Umgebung werden dadurch etwas stärker angezogen.
Die „Stochastic self-propagating star formation“-Theorie versucht, die Spiralstruktur durch Stoßwellen im interstellaren Medium zu erklären. Hierbei entstehen durch Supernova-Explosionen Stoßwellen, die wiederum die Sternbildung in Gas fördern. Durch die differentielle Rotation der Galaxie entsteht so ein Spiralmuster. Diese Theorie kann jedoch nicht die großräumigen und symmetrischen Spiralstrukturen erklären, wie sie bei Grand-Design-Spiralen erkennbar sind.

### Umlaufbahnen der Sterne

Spiralarme als Folge von leicht versetzten elliptischen Umlaufbahnen um das galaktische Zentrum

Die Sterne in der Scheibe bewegen sich alle in die gleiche Richtung in elliptischen Umlaufbahnen um den Mittelpunkt der Galaxie, jedoch nicht wie Planeten im Sonnensystem. Dafür ist die Masse der Galaxie nicht konzentriert genug. Nach einem Umlauf kehrt der Stern nicht an seinen Ausgangsort zurück, dadurch bildet die Bahn die Form einer Rosette.
Zudem bewegt sich ein Stern durch die Anziehungskraft der Scheibe in der Scheibenebene auf und ab. Dadurch erhält die Scheibe ihre Dicke.
Damit Sterne im Schwerefeld eines Balken gefangen bleiben, vollziehen diese komplizierte Bahnen. Die meisten Bahnen sind langgezogene Ellipsen entlang des Balkens, jedoch gibt es auch Schleifenbahnen und Umkehrungen in der Bewegungsrichtung.
Die Sterne im Bulge und im Halo hingegen bewegen sich in allen möglichen Richtungen und unterschiedlichen Winkeln um die Galaxie.

### Balken
Etwa 50 % der Spiralgalaxien zeigen eine Balkenstruktur.:74 Ein Balken bildet sich aus, wenn die Umlaufbahnen der Sterne instabil werden und von einem eher runden Orbit abweichen. Die Bahnen werden länglicher und die Sterne beginnen, sich entlang des Balkens zu bewegen. In einem Resonanzverhalten folgen diesen weitere Sterne. Dadurch bildet sich eine axialsymmetrische und zigarrenförmige Störung aus, die als Balken sichtbar wird. Der Balken selbst rotiert als starre Struktur. Balken sind ein wichtiger Faktor in der Entwicklung der Galaxie, da sie Gas in großem Umfang zum Zentrum der Galaxie strömen lassen, und dort die Sternentstehung anfachen.

### Bulge
Ein Bulge im Zentrum der Spiralgalaxie besteht hauptsächlich aus älteren, metallarmen Sternen. Einige Bulges haben ähnliche Eigenschaften wie eine elliptische Galaxie, andere sind nur verdichtete Zentren der Scheibe.
Es wird angenommen, dass sich im Zentrum des Bulges ein massereiches Schwarzes Loch befindet. Die Masse des Schwarzen Loches scheint in direkter Beziehung zur Masse des Bulges zu stehen: Je größer die Masse des Bulges umso massereicher das Schwarze Loch.

### Halo und Korona
Der sichtbare Bereich des Halos um eine Spiralgalaxie herum wird markiert durch eine große Anzahl von Kugelsternhaufen und einigen alten Sternen der Population II. Diese Objekte sind übriggeblieben, als sich das ursprüngliche Gas bei der Galaxienentstehung in der Scheibe sammelte. Die Kugelsternhaufen bestehen aus sehr alten, metallarmen Sternen und sind alle zur gleichen Zeit entstanden.:55
Teilweise wird davon ausgegangen, dass der Halo aus Überresten von aufgesammelten kleinen Satellitengalaxien während der Galaxienentstehung besteht.
Der hauptsächliche Bestandteil des Halos ist jedoch unsichtbar in Form von Dunkler Materie. Durch ihre Gravitationseinwirkung bestimmt diese Materie die gesamte Entwicklung der Galaxie. Die genaue Ausdehnung des Halos lässt sich meist nicht genau ermitteln.
Eine weitere Komponente des Halos ist die Korona. Sie besteht aus Millionen Grad heißem Gas. Dieses Gas konnte mit dem Chandra Röntgenteleskop bei der Galaxie NGC 4631 nachgewiesen werden. Solch eine Gaskorona wurde erwartet aus der Entwicklung von Supernova-Überresten, die sich über die Scheibe hinaus ausdehnen und heißes Gas in den Halo transportieren.

### Kosmischer Materiekreislauf

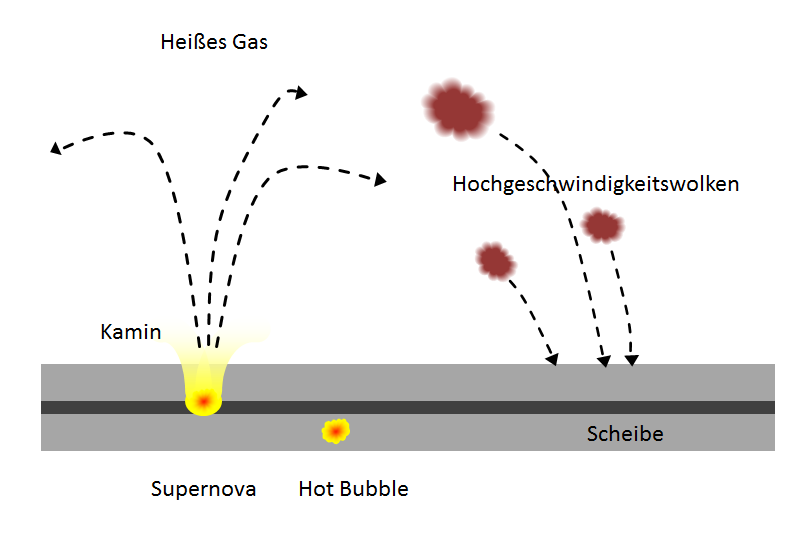
Schemamodell für den galaktischen Springbrunnen

Spiralgalaxien sind sehr dynamische Systeme. Durch ihren hohen Gasanteil ist die Sternentstehung immer noch im Gange. Dadurch entstehen komplexe Wechselwirkungen zwischen den einzelnen Komponenten der Galaxie.:48
Durch die oben beschriebenen Dichtewellen wird atomares Gas (HI) verdichtet, es bilden sich molekulare Gaswolken. Einige der molekularen Gaswolken beginnen zu kollabieren, und es entstehen in ihrem Inneren neue Sterne, sehr viele davon mit geringer Masse, einige wenige sehr massereiche. Diese massereichen Sterne explodieren sehr früh nach nur wenigen Millionen Jahren als Supernova. Durch die Explosionen wird das interstellare Medium mit schweren Elementen angereichert. Durch die Supernovae und Sternwinde wird Gas stark beschleunigt, es werden im umgebenden Gas Stoßfronten erzeugt. Diese verdichten wiederum weitere Gaswolken, mit denen der Sternentstehungszyklus wiederum von neuem beginnt.
Durch die Supernova-Explosionen entstehen in der Gasscheibe auch so genannte hot bubbles, durch das beschleunigte und ionisierte Gas leergefegte Räume. Durch mehrere Explosionen können sich auch mehrere Blasen verbinden. Befindet sich so ein Leerraum am Rand der Scheibe, dann kann das heiße und ionisierte Gas durch den hier fehlenden Widerstand die Scheibenebene verlassen, und als galaktische Fontäne in den Halo aufsteigen. Dies könnte eine Quelle von so genannten Hochgeschwindigkeitswolken sein. Diese fallen zu einem späteren Zeitpunkt mit einer Geschwindigkeit von etwa 200 km/s auf die Scheibe zurück. Auch hierbei wird wieder ein Impuls für die weitere Sternentstehung gegeben.

### Magnetfeld
Magnetfelder sind ein wichtiger Bestandteil im interstellaren Medium von Spiralgalaxien. Bei Spiralgalaxien wurden Magnetfelder beobachtet, die entlang der Spiralarmen ausgerichtet sind und eine Stärke von einem hunderttausendstel Gauß (10 μGs = 1 nT; Erdmagnetfeld: 0,5 Gs = 50 μT) haben. Da das interstellare Gas nicht elektrisch neutral ist, beeinflussen die Magnetfelder den Gasfluss in den Spiralarmen.
Der Ursprung der Felder ist bisher nicht genau geklärt. Bei der Bildung der Galaxie müssen durch die Sternbildung bereits Magnetfelder vorhanden sein. Diese Felder können sich jedoch nicht bis in die heutige Zeit halten. Deshalb muss es einen Mechanismus geben, der das Magnetfeld aufrechterhält. Dem Dynamomodell zufolge speist sich das galaktische Magnetfeld aus Turbulenzen, die sich während der Sternentstehung, durch Supernova-Explosionen und durch Einfall von kaltem Gas in die Galaxienscheibe bilden. Eine weitere Energiequelle für das Feld ist die differentielle Rotation der Scheibe.